# 姚家房镇
姚家房镇，是中华人民共和国河北省张家口桥西区下辖的一个行政建制镇，实际上由张家口经济开发区管辖。
姚家房镇原属宣化县，2016年1月划归张家口市桥西区管辖。

## 行政区划
姚家房镇下辖以下地区：
姚家房村、东房子村、雒家房村、翟家庄村、北新渠村、陈家房村、王安房村、二台子村、鹄突地村、清水河村、东伙房村和刘家坑村。